# Llanfairpwll Football Club
El Clwb Pêl Droed Llanfairpwllgwyngyllgogerychwyrndrobwllllantysiliogogogoch Football Club es un club de fútbol de Gales, con sede en Llanfairpwllgwyngyll. Fue fundado en 1899 y compite en la División 1 de la Liga de la Costa Oeste del Norte de Gales, quinta categoría del fútbol galés.

## Historia
Fue fundado en 1899 bajo la denominación de Llanfair Rovers. El mismo año, ingresó a la North Wales Coast League, donde tuvo una buena temporada, jugó 23 partidos; ganó 10, empató 5 y perdió 8.
Ya usando el nombre actual, fueron campeones de la Welsh Alliance League en la temporada 1987-88 y nuevamente en 2000-01. Así también, fue subcampeón de la misma tres veces.

## Estadio
Históricamente, el club jugó en Y Gors, muy cerca de la estación de trenes. En 2008 se trasladó a una nueva cancha, ubicada a 400m al noroeste. Esta, llamada Maes Eilian por una leyenda local, tiene mejores instalaciones y drenado. Este hecho fue seguido por una pobre temporada en la que estuvo al borde del descenso de la Cymru Alliance. Finalmente, en la temporada 2009-10, descendió a la Welsh Alliance League Division 1, donde nuevamente se vio entre los peores de la tabla y al final de la temporada se dio por sentado el segundo descenso consecutivo del club. Luego de una temporada en la División 2, consiguió el ascenso a una Division 1 en la que se mantendría algunos años. En la temporada 2015-16, tras muchas olvidables actuaciones, y tan solo 3 victorias, se vio relegado nuevamente a la División 2.

## Jugadores

### Plantilla 2016-17
- Actualizado el 8 de junio de 2016

## Palmarés

### Torneos nacionales
- Tercera División de Gales (2): 1987-88, 2000-01